# Bernard Clappier
Pour les articles homonymes, voir Clappier.
Bernard Clappier (9 novembre 1913 à Limoges - 25 septembre 1999 à Paris 1er) est un haut fonctionnaire français. 

## Biographie

### Jeunesse et études
Bernard Clappier naît à Limoges. Il est admis à l'École polytechnique, et fait partie de la promotion X1933. Il est également diplômé de l'École libre des sciences politiques.

### Parcours professionnel
Sa carrière dans la haute administration commence lorsqu'il devient, en 1939, inspecteur des finances. Il est nommé directeur de cabinet de Robert Schuman de 1947 à 1950. Il favorisa les premiers contacts entre Schuman et Jean Monnet et participe de près au lancement de la déclaration Schuman. 
Bernard Clappier est directeur des Relations extérieures du ministère de l’Économie de 1951 à 1963. Il prend part aux négociations du traité de Communauté économique européenne. 
Sous-gouverneur de la Banque de France de 1964 à 1973, il est gouverneur de la Banque de France de 1974 à 1979. Sous la présidence de Georges Pompidou, il prend part à l’établissement du Système monétaire européen. Clappier est président du comité monétaire de la CEE. En mars 1976, il participe avec le ministre allemand des Finances, Hans Apel, à une négociation pour endiguer la crise monétaire européenne de l'année 1976, chez Jean-Marie Soutou, diplomate français à Bruxelles.
Il est ensuite vice-président de la Banque des règlements internationaux de 1983 à 1991. 
En 1944, il avait rendu un rapport, resté caché, sur les détournements par les partis politiques de fortes sommes d'argent prises par des unités résistantes, et notamment sur l'attaque du train de la Banque de France, à Neuvic-sur-l'Isle, le 26 juillet 1944.

### Sources
- Vincent Duchaussoy, La Banque de France et l'État: de Giscard à Mitterrand : enjeux de pouvoir ou résurgence du mur d'argent, 1978-1984 (2011).
- Jean-Jacques Gillot et Jacques Lagrange, Le partage des milliards de la Résistance (Pilote 24, Périgueux, 2002).
- Dictionnaire historique des inspecteurs des Finances 1801-2009, Institut de la gestion publique et du développement économique, 2012